# Южноамериканска рогата лиска
Южноамериканската рогата лиска (Fulica cornuta) е вид птица от семейство Дърдавцови (Rallidae). Видът е почти застрашен от изчезване.

## Разпространение и местообитание
Разпространен е в Аржентина, Боливия и Чили.